# L'espressione delle emozioni nell'uomo e negli animali

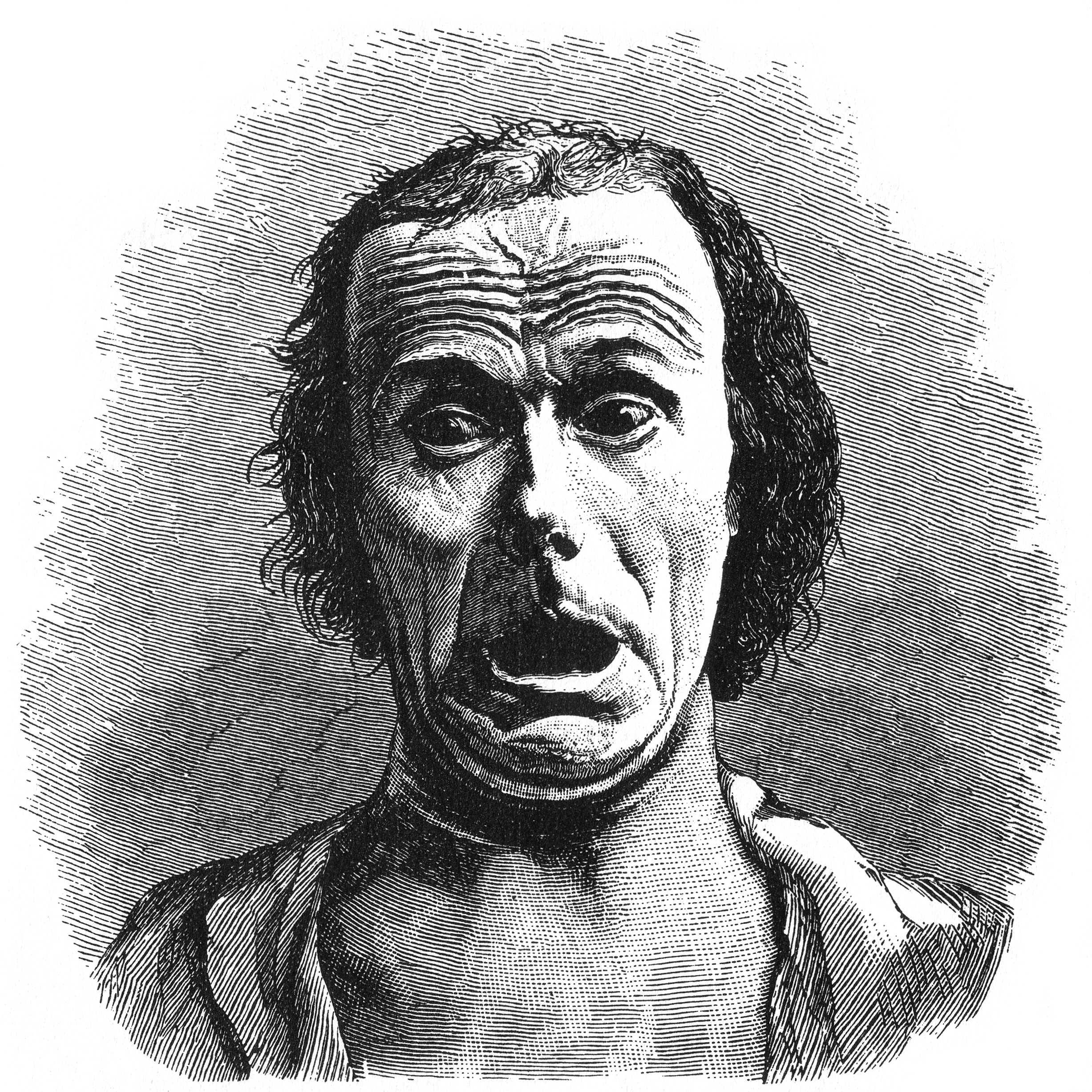
"Paura"
Incisione, da una fotografia di Guillaume Duchenne

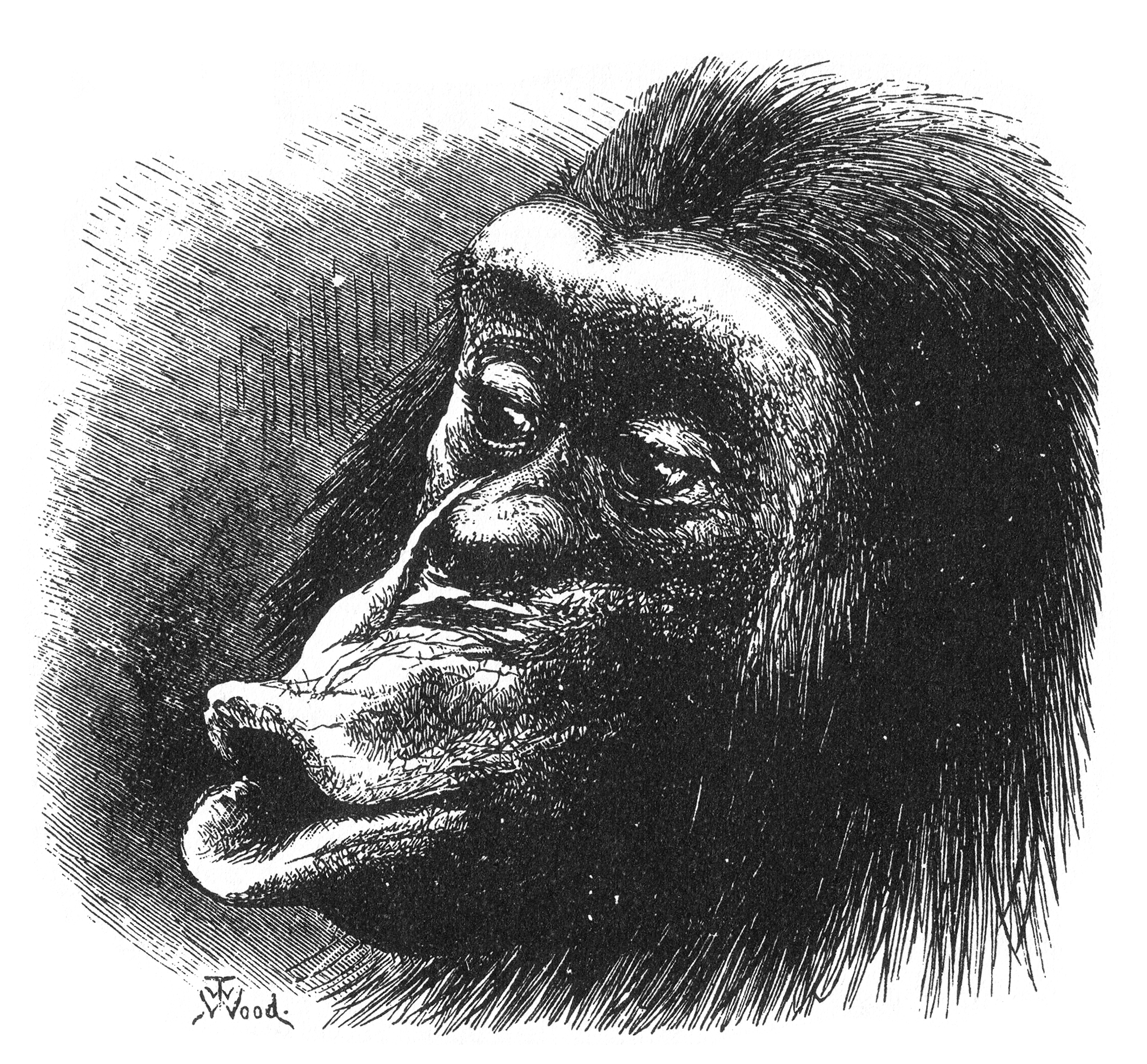
"Delusione"

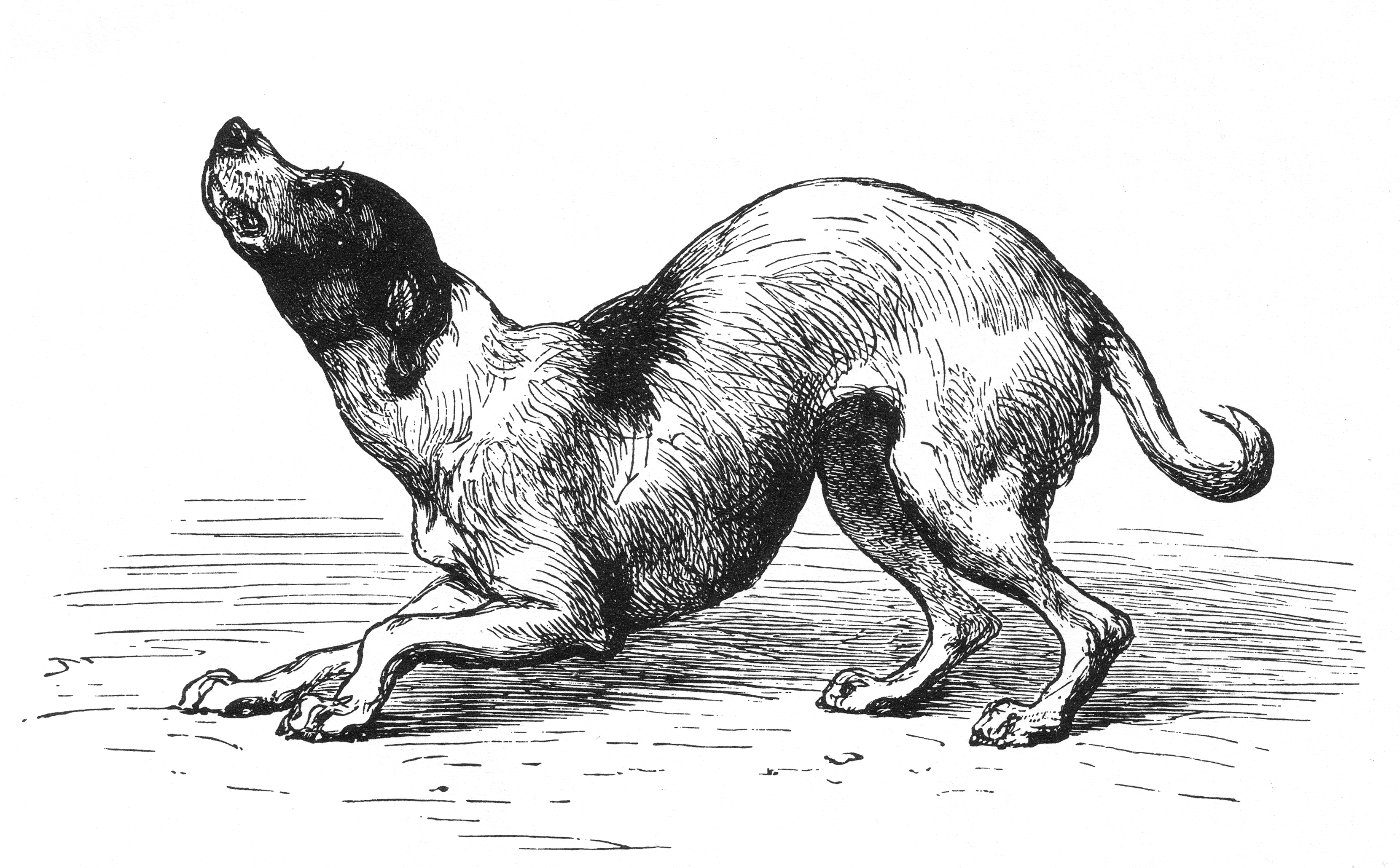
"Umiltà"

L'espressione delle emozioni nell'uomo e negli animali (nell'originale inglese: The Expression of the Emotions in Man and Animals) è il titolo di un'opera di Charles Darwin, la cui prima edizione apparve il 26 novembre 1872. Tredici anni dopo la pubblicazione della sua opera principale L'origine delle specie e immediatamente dopo l'uscita di L'origine dell'uomo (1871), egli applicò in questo scritto la teoria sull'evoluzione alla biologia del comportamento.
Nell'Espressione (così Darwin abbreviava frequentemente il titolo), egli analizzava tra l'altro se il modo in cui l'attività dei muscoli facciali dell'uomo – la mimica – rende visibili le sue emozioni si acquisisce per apprendimento o – indipendentemente dalla sfera culturale dei singoli – è uniforme e quindi presumibilmente innato. Egli faceva notare anche numerosi paralleli riguardo alle espressioni comportamentali dell'uomo e dell'animale e indicava queste corrispondenze come sostegni alla sua teoria di un'origine dell'uomo e degli animali da antenati comuni. La sua argomentazione fu fin dall'inizio controversa, e per decenni il suo libro cadde addirittura quasi nell'oblio.

## Storia della genesi
Charles Darwin cominciò con la stesura dell'Espressione due giorni dopo aver rivisto per l'ultima volta le bozze di stampa di L'origine dell'uomo, e concluse il suo lavoro su quest'opera già quattro mesi dopo. Le prime considerazioni sui fondamenti biologici delle espressioni comportamentali, stando alle sue dichiarazioni, Darwin le aveva annotate già a partire dall'inizio del 1840 – dopo la nascita del suo primo figlio –:
Quattro mesi dopo l'uscita erano già vendute 9 000 copie dell'Espressione, ma dopo le vendite ristagnarono; perciò da Darwin fu preparata un'edizione, mentre una seconda riveduta, da lui desiderata, non fu più realizzata quando lui era in vita. Questa seconda edizione apparve solo nel 1889, ma fu quasi ignorata; le numerose ristampe in lingua inglese e le traduzioni si basarono solitamente sulla prima edizione. Il curatore della seconda edizione, suo figlio Francis Darwin, inserì nel testo della prima edizione numerose integrazioni come note a piè di pagina, il cui materiale Charles Darwin aveva perlopiù ricevuto inviato da lettori affezionati e con il quale voleva sostenere la sua argomentazione; in più, furono apportate diverse revisioni del testo, che anche Darwin tra l'altro aveva annotato come reazione alle recensioni critiche della sua opera già nel suo manoscritto dell'Espressione. Inoltre Francis Darwin inserì ulteriori integrazioni di suo pugno e omise altre modifiche, volute dal padre.
L'edizione critica di Paul Ekman, uscita nel 1998 in inglese e nel 1999 in italiano, nacque dall'esame del manoscritto conservato di Charles Darwin nonché sulla base della seconda edizione. Questa "terza edizione può essere considerata definitiva, in quanto contiene anche le modifiche che Charles Darwin avrebbe voluto, ma che suo figlio non apportò alla seconda edizione."
Già nell'anno della prima pubblicazione inglese uscì una traduzione tedesca dello zoologo Julius Victor Carus, il cui testo fu posto a base anche della versione tedesca dell'edizione critica.

## Contenuto

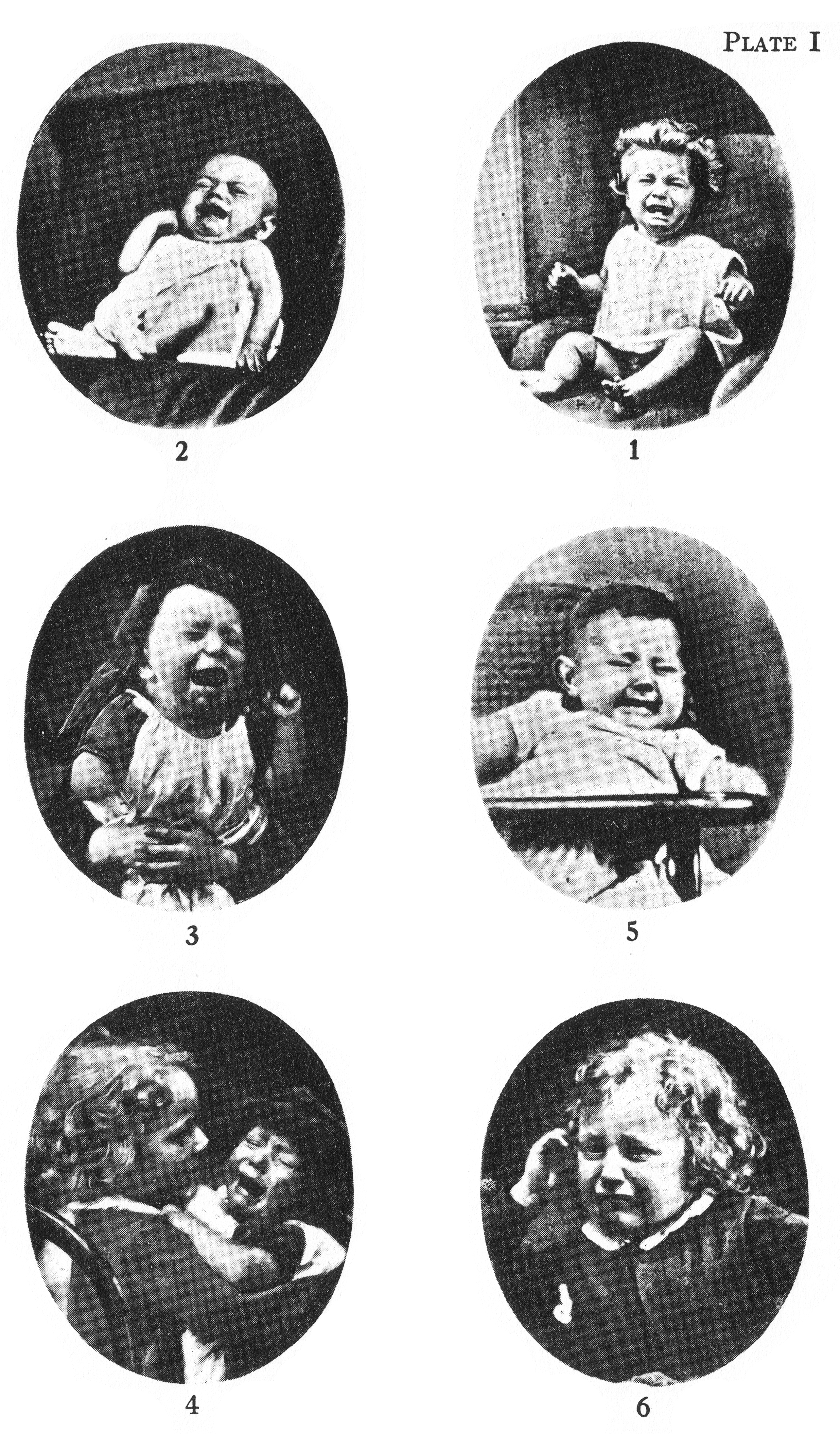
Illustrazioni per "sofferenza" e "pianto"

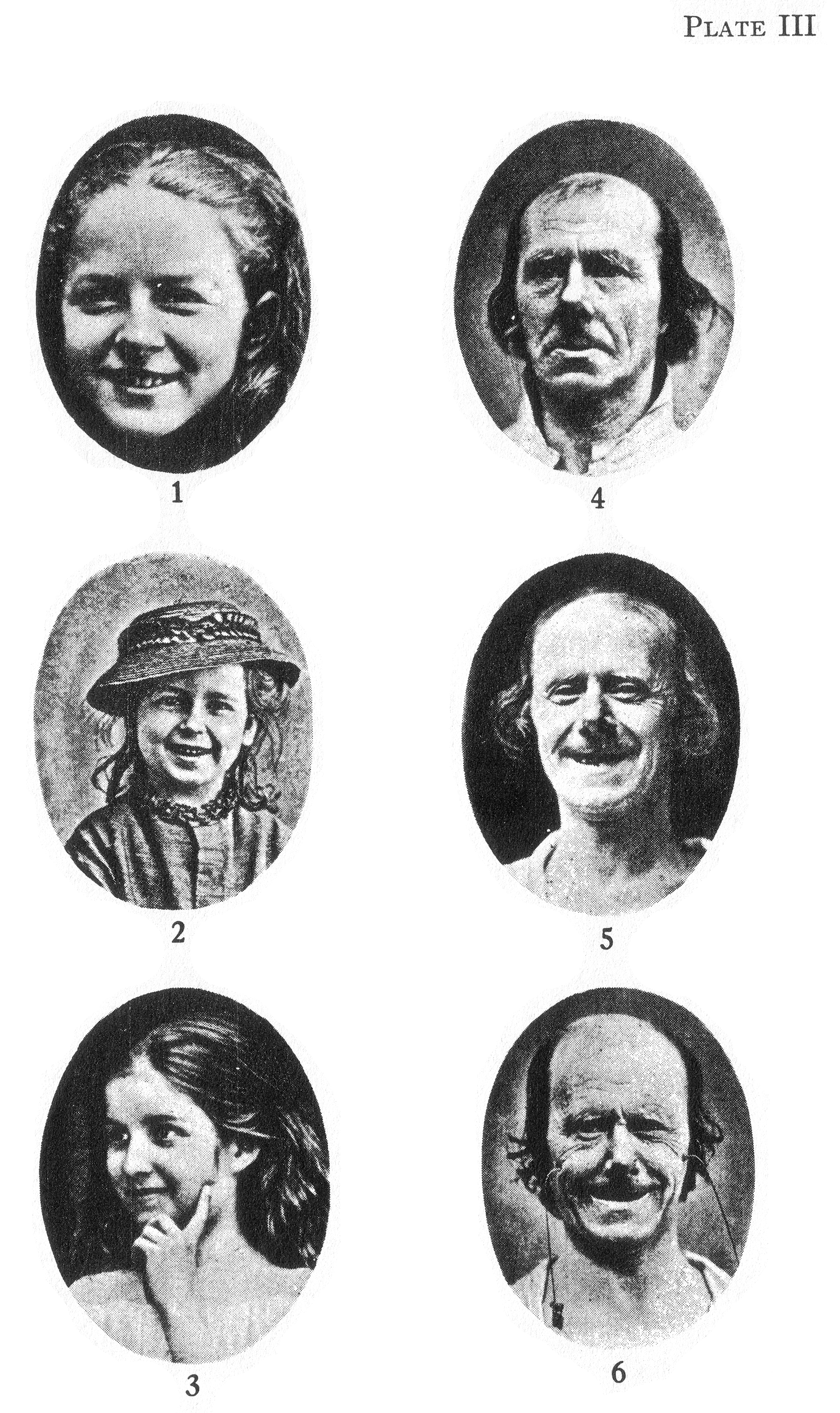
Le fotografie a sinistra mostrano diversi gradi di sorriso. Le fotografie a destra mostrano lo stesso uomo; al centro con gioia vera, sotto con una espressione forzata

Prima di Darwin, come annota Paul Ekman, a interessarsi dell'espressione facciale dell'uomo furono soprattutto gli studiosi di fisiognomica, "che sostenevano che il carattere o la personalità fossero rivelati dall'aspetto statico della faccia, dalle dimensioni e dalla forma dei lineamenti, e dalle loro proporzioni".
La problematica centrale del libro è, d'altra parte, se i movimenti dei muscoli facciali, quando siamo imbarazzati, tristi, adirati o sorpresi, siano acquisiti per apprendimento o innati. Darwin sostiene che tali emozioni visibili esteriormente sono diffuse in tutto il mondo e quindi innate, che anche altri organismi possiedono almeno alcune di queste emozioni e che determinati modi espressivi degli animali somigliano a quelli dell'uomo. Egli basa tra l'altro la sua argomentazione su osservazioni di informatori, che su sua richiesta descrissero le espressioni comportamentali dei cosiddetti "aborigeni" in regioni allora isolate:
Sulla base delle numerose prove anatomiche, paleontologiche e geologiche che ha portato nelle sue opere precedenti a sostegno della teoria dell'evoluzione, Darwin esamina nell'Espressione il comportamento dell'uomo nonché quello di gatti, cani, cavalli, scimmie antropomorfe e molti altri animali. Di essi tuttavia Darwin non descrive solo i movimenti espressivi; egli cerca anzi anche risposte alla domanda perché un determinato movimento o reazione fisiologica – e non un altro – si manifesti parallelamente a una determinata emozione. Ad esempio nel capitolo 13 analizza approfonditamente perché gli uomini davanti all'imbarazzo arrossiscono e non impallidiscono. Alle emozioni, di cui discute Darwin, appartengono tra l'altro la sofferenza e il pianto, la depressione e la disperazione, la gioia, l'amore e la devozione, la superiorità e la risolutezza, l'odio e l'ira, il disprezzo, l'impotenza e l'orgoglio, la vergogna e la timidezza.
All'inizio delle sue analisi Darwin premette tre principi, sulla base dei quali tenta di rispondere alla domanda sul perché di un movimento espressivo. Il primo principio lo chiama "abitudini utili": determinate forme espressive nell'esperienza degli individui oggi viventi si sarebbero rivelate utili e sono state perciò mantenute. Darwin fa risalire questo a "qualche modificazione fisica nelle cellule nervose o nei nervi, […] perché altrimenti è impossibile capire come possa essere ereditata la tendenza a certi movimenti acquisiti". Il secondo "principio dell'antitesi" evidenzia che alcuni elementi delle espressioni comportamentali furono mantenuti nel corso della storia biologica, perché diversamente somigliano all'emozione opposta. Come esempio Darwin cita il fatto che l'uomo in determinate situazioni lascia pendere le braccia e scrolla le spalle, se si sente insicuro, perché questi movimenti sono il contrario di quelli che fa un uomo con un atteggiamento aggressivo. Come terzo Darwin introduce infine "il principio dell'azione diretta del sistema nervoso eccitato sull'organismo, indipendentemente dalla volontà e, in parte, dall'abitudine", un principio del quale lo stesso Darwin attestò in seguito il "carattere vago". Questo terzo principio anticipa problematiche che Sigmund Freud riprese nella sua teoria dell'inconscio e che anche cento anni dopo Darwin non hanno ancora potuto essere spiegate dalle ricerche sugli ormoni e dalle neuroscienze.

## Struttura
- Capitolo I: Principi Generali dell'Espressione

Il capitolo delinea tre principi principali dell'espressione umana. Il primo principio riguarda le azioni abituali, che diventano risposte automatiche associate a stati mentali specifici. Questi movimenti vengono eseguiti indipendentemente dalla loro utilità immediata, con le abitudini che si evolvono in azioni riflesse. Tali movimenti abituali si osservano sia negli esseri umani che negli animali, dove nel tempo si trasformano in azioni riflesse.
- Capitolo II: Principio dell'Antitesi

Questo principio suggerisce che stati emotivi opposti portano a espressioni contrastanti. Il capitolo discute come tali espressioni non siano intenzionalmente eseguite, ma siano il risultato naturale di impulsi contrari, utilizzando animali come cani e gatti come esempi. I segni convenzionali giocano un ruolo, ma la loro origine risiede nelle opposizioni naturali del comportamento.
- Capitolo III: Azione Diretta del Sistema Nervoso

Questo capitolo esplora come gli stati emotivi possano influenzare direttamente il corpo senza il controllo cosciente, in parte a causa dell'abitudine. Si descrivono varie risposte fisiche a emozioni come il dolore, la gioia e il terrore, tra cui cambiamenti nel colore della pelle, tremori, sudorazione e altre espressioni corporee. Si confrontano le emozioni che suscitano espressioni fisiche con quelle che non le suscitano.
- Capitolo IV: Mezzi di Espressione negli Animali

Gli animali comunicano attraverso vari mezzi, come suoni vocali, gesti fisici (come l'erezione dei peli) e movimenti delle orecchie. Queste risposte fisiche esprimono emozioni come rabbia o paura, con azioni specifiche legate a determinati stati emotivi, come il movimento delle orecchie che segnala attenzione o aggressività.
- Capitolo V: Espressioni Speciali negli Animali

Questo capitolo si concentra sui comportamenti espressivi di diverse specie animali, tra cui cani, gatti, cavalli e scimmie. Si discute di come questi animali esprimano emozioni come gioia, affetto, dolore, rabbia e terrore, attraverso movimenti fisici e suoni unici.
- Capitolo VI: Espressioni Speciali dell'Uomo: Sofferenza e Pianto

Le espressioni umane di sofferenza, in particolare il pianto, sono esaminate. Si copre l'evoluzione del pianto nell'infanzia, le manifestazioni fisiche di disagio e le contrazioni muscolari che accompagnano le lacrime e le urla, nonché le cause di queste risposte emotive.
- Capitolo VII: Tristezza, Ansia, Dolore, Depressione, Disperazione

Gli stati emotivi di dolore, ansia e disperazione sono trattati, con un focus su come influenzano le espressioni facciali, come l'inclinazione verso il basso della bocca e la corrugazione delle sopracciglia. Il capitolo esplora l'impatto fisico di queste emozioni sul corpo.
- Capitolo VIII: Gioia, Buon Umore, Amore, Sentimenti Affettuosi, Devozione

La gioia e le emozioni positive sono espresse attraverso il riso, analizzato in termini di movimenti fisici, vocalizzazioni e lacrime. Il capitolo esplora anche le espressioni associate all'amore, all'affetto e alla devozione, comprese le espressioni facciali più sottili legate a queste emozioni.
- Capitolo IX: Riflessione, Meditazione, Cattivo Umore, Scontentezza, Determinazione

Le espressioni facciali legate a pensieri profondi, cattivo umore e determinazione sono analizzate. Queste includono il corrugamento della fronte durante la contemplazione o la frustrazione e la chiusura ferma della bocca nei momenti di decisione. Vengono esaminate anche le espressioni di scontentezza e ostinazione.
- Capitolo X: Odio e Rabbia

Le espressioni fisiche di odio e rabbia, tra cui il mostrare i denti e altri gesti aggressivi, sono esplorate. Il capitolo discute di come queste espressioni varino tra le diverse razze umane e del ruolo della rabbia in contesti normali e patologici.
- Capitolo XI: Disprezzo, Contempto, Disgusto, Colpa, Orgoglio, Inadeguatezza, Pazienza, Affermazione e Negazione

Le espressioni di emozioni negative come disprezzo, disdegno, disgusto e colpa sono esaminate, insieme all'orgoglio e all'inadeguatezza. Il capitolo esplora come gesti come il sollevamento delle spalle e movimenti facciali come il sorriso beffardo o il corrugamento della fronte vengano usati per esprimere questi stati.
- Capitolo XII: Sorpresa, Stupore, Paura, Terrore

Questo capitolo esamina come la sorpresa e lo stupore vengano espressi attraverso movimenti facciali come l'innalzamento delle sopracciglia e l'apertura della bocca. La paura e il terrore sono legati a reazioni fisiche come la dilatazione delle pupille, l'erezione dei peli e i cambiamenti nel tono muscolare. Si esplora anche l'orrore come una combinazione di queste espressioni.
- Capitolo XIII: Auto-attenzione, Vergogna, Timidezza, Modestia, Arrossire

L'arrossire, come risposta alla consapevolezza di sé, alla vergogna o alla modestia, viene analizzato in termini di cause, manifestazioni fisiche e significato sociale. Il capitolo indaga la psicologia dietro l'arrossire, collegandolo a sentimenti di timidezza, vergogna e giudizio morale.
- Capitolo XIV: Conclusioni e Sommario

Il capitolo finale riassume i principali principi dell'espressione, inclusa l'eredità di alcuni movimenti, il ruolo della volontà e dell'intenzione e il riconoscimento universale di queste espressioni. Si discute l'evoluzione delle espressioni nell'uomo e la loro importanza nella comprensione dell'unità umana tra le razze. Il capitolo si conclude sottolineando l'importanza dell'espressione nella comunicazione umana.

## Influenza
Al momento della sua pubblicazione nel 1872 l'Espressione fu un bestseller. Già la prima edizione inglese ebbe 7 000 copie, e nel giro di pochi anni apparvero traduzioni in tedesco, olandese, francese, italiano e russo. Ma già poco dopo la svolta del XX secolo il libro cadde quasi nell'oblio:
Il curatore dell'Edizione definitiva, Paul Ekman, cita vari motivi per i quali l'Espressione non fu più recepita dagli scienziati seguenti. Da un lato, le prove empiriche che anche le emozioni dell'uomo sono una conseguenza dell'evoluzione e perciò una parte della sua eredità biologica contraddicevano una delle dottrine nascenti, rapidamente dominante nell'area di lingua inglese, sulle cause del comportamento. John B. Watson e il behaviorismo da lui fondato ad esempio facevano risalire ogni apprendimento al modello stimolo-reazione. "L'apprendimento, egli diceva, è l'unico oggetto di studio appropriato della psicologia. La popolarità della concezione di Watson riflette probabilmente il suo essere in armonia con lo Zeitgeist democratico – ossia con la speranza che a tutti gli uomini sia dato d'essere uguali, se solo il loro ambiente fosse ugualmente favorevole." Allo stesso tempo, anche in antropologia dominava la teoria, sostenuta con particolare acume da Margaret Mead, che la vita sociale è completamente determinata dalla cultura: "Alcuni antropologi asserirono che l'espressione non avesse componenti innate, in altre parole che in nessun aspetto delle espressioni facciali umane esistesse costante alcuna fra culture diverse." Solo studiosi successivi come Irenäus Eibl-Eibesfeldt, il fondatore dell'etologia umana, confermarono l'argomentazione di Darwin, sulla base di prove raccolte sistematicamente; ciononostante taluni studiosi anche in futuro contestarono che le emozioni come "gioia", "stupore",  "paura", "disgusto", "ira" e "lutto" siano costanti fra culture diverse.

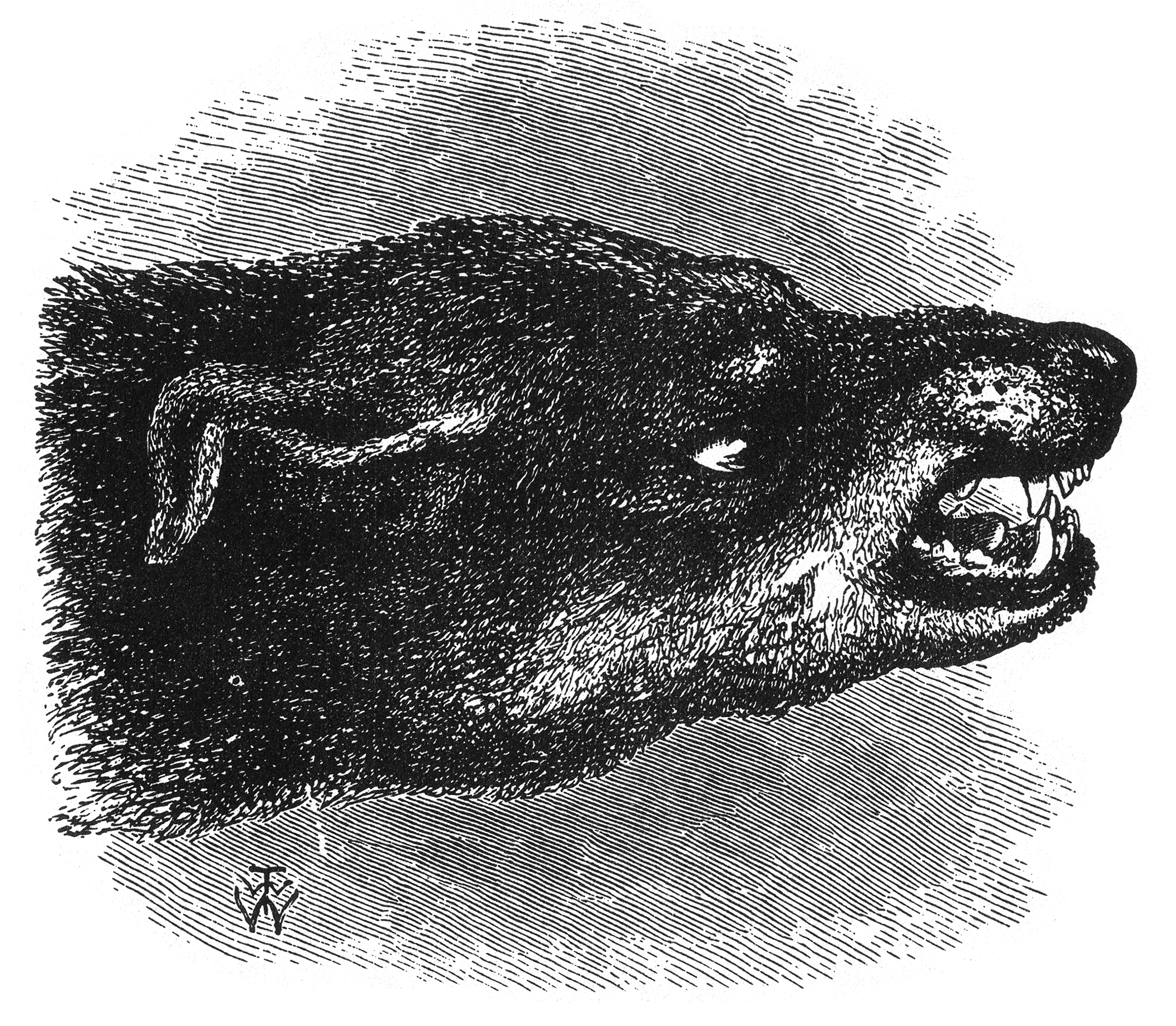
"Aggressività"

Darwin fu inoltre criticato da molti scienziati perché descriveva numerosi comportamenti degli animali e degli uomini come se fossero della stessa natura, attribuendo cioè sentimenti anche agli animali: egli infatti non si limitava a descrivere in modo distaccato le espressioni comportamentali, ma scriveva espressamente delle loro emozioni, perché "Darwin era convinto che le emozioni e le loro espressioni non fossero esclusive degli esseri umani, e cercava di convincere di questo anche i suoi lettori". Con uno sguardo alla situazione all'inizio del XXI secolo, prosegue Ekman: "Oggi, fra coloro che studiano il comportamento degli animali, non c'è consenso sull'opportunità o meno di considerare le espressioni come segni delle emozioni legate a modificazioni fisiologiche interne." Un ulteriore elemento di critica si riferisce al modo di procedere di Darwin di convalidare la sua argomentazione attraverso innumerevoli esempi, ma senza presentare nessun dato raccolto sistematicamente; in effetti parecchi dei suoi esempi si sono in seguito rivelati erroneamente interpretati.
Secondo Paul Ekman solo alla fine degli anni 1960 cambiò il clima intellettuale, così che il libro di Darwin fu di nuovo percepito come importante documento storico. A questo aveva contribuito il rilancio dell'etologia, ai cui principali rappresentanti Karl von Frisch, Nikolaas Tinbergen e Konrad Lorenz fu attribuito nel 1973 il premio Nobel per la medicina "per le loro scoperte riguardanti l'organizzazione e lo scatenamento dei modelli di comportamento individuali e sociali". Indipendentemente dall'etologia, oltre a ciò si sviluppò da un lato la genetica comportamentale, dall'altro la psicologia cognitiva e la psicologia dell'espressione. Gli elementi più recenti di questa diversificazione degli approcci metodologici, oggi perlopiù interdisciplinari, sono nel campo della scienza biologica le neuroscienze e le neuroscienze computazionali, nel campo della psicologia, la psicologia evoluzionista, la neuropsicologia e la psicobiologia.
Paul Ekman riassume nel modo seguente il significato del libro di Darwin per il presente:

### Prime edizioni
- (EN) The Expression of the Emotions in Man and Animals, Londra, John Murray, 1872.

### Edizioni critiche
- Paul Ekman (a cura di), The Expression of the Emotions in Man and Animals. Definitive Edition, Oxford, Oxford University Press, 1998, ISBN 978-0-19511-271-9.
- Paul Ekman (a cura di), L'espressione delle emozioni nell'uomo e negli animali. Edizione definitiva, tradotto da F. Bianchi Bandinelli e I. C. Blum, Universale Bollati Boringhieri-S. scient., 3ª ed., Torino, Bollati Boringhieri, 2012, ISBN 978-88-33-92296-6.

### Lavori di ricerca recenti
- Carlos Crivelli et al., The fear gasping face as a threat display in a Melanesian society, in PNAS, 17 ottobre 2016, DOI:10.1073/pnas.1611622113.